# JUBL
| Name          | JUBL         |
| Rpeak         | 45,87 TFLOPS |
| Rmax          | 37,33 TFLOPS |
| Prozessoren   | 16.384       |
| Hauptspeicher | 4,1 TB       |
| Hersteller    | IBM          |

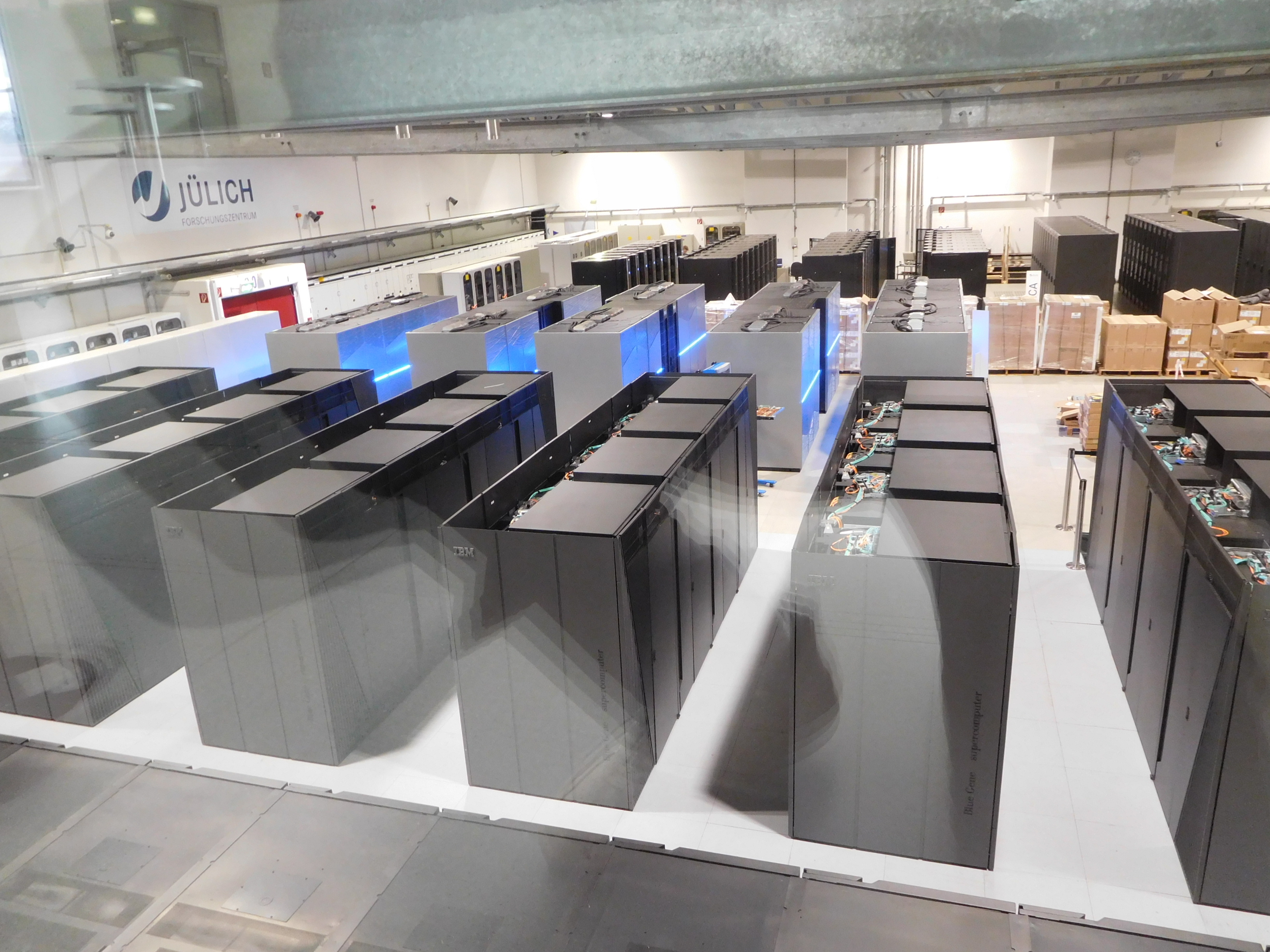
Jülicher Blue Gene/L

JUBL (Jülicher Blue Gene/L) war ein Supercomputer im Forschungszentrum Jülich. Der am 6. März 2006 eingeweihte Rechner wurde für komplexe Simulationen in der Astrophysik, der Biologie, Klimaforschung oder Physik benutzt.
JUBL wurde im Mai 2008 abgebaut.
Mit 16.384 Prozessoren (8192 Knoten mit je zwei Prozessoren) und einem Hauptspeicher von 4,1 Terabyte (512 Megabyte pro Knoten) erbrachte der Rechner eine Spitzenleistung (Rpeak) von 45,87 TFLOPS. Die LINPACK-Leistung (Rmax) betrug 37,33 TFLOPS. In die TOP500-Liste stieg JUBL im Juni 2006 auf Platz 8 ein und befand sich in der Juni-2007-Ausgabe auf Platz 18.
Als Prozessoren kamen 32-bit-PowerPCs 440d mit 700 MHz Takt zum Einsatz.
Zusätzliche Infrastruktur bildeten ein Service- und ein Login-Knoten mit je acht Power5-1,6-GHz-Prozessoren und 18 bzw. 8 GB Hauptspeicher. Als Betriebssystem kam SUSE Linux Enterprise Server (SLES 9) zum Einsatz.
Als Nachfolger wurde im Forschungszentrum Jülich ein Rechner vom Typ BlueGene/P aufgebaut. Dieser JUGENE genannte Computer erbrachte bei Messungen im November 2007 bereits eine Leistung von 167 TFLOPS.